# Otto Bumbel
Pedro Otto Bumbel Berbigier, mais conhecido apenas como Otto Bumbel (Taquara, 6 de julho de 1914 — Porto Alegre, 2 de agosto de 1998) foi um futebolista e treinador brasileiro, que atuou como meia, considerado o primeiro treinador propriamente dito do Grêmio. Conforme Paulo Seben, em seu Dicionário gremista, Bumbel era "militar, formado pela Escola de Educação Física do Exército (RJ), intérprete do primeiro técnico húngaro do futebol brasileiro". Logo após, treinou times da América Central, como o Saprissa e a Seleção da Costa Rica.
Na Europa, treinou times portugueses e espanhóis, sendo campeão português pelo Porto e campeão espanhol pelo Atlético de Madrid. Conseguiu também com o Lusitano de Évora a melhor posição do clube obtendo um quinto lugar. Foi ainda vice-campeão espanhol pelo Elche.